# The PTA Disbands
The PTA Disbands, llamado Disolución del Consejo Escolar en España y Lucha educativa en Latinoamérica, es un capítulo perteneciente a la sexta temporada de la serie animada Los Simpson, emitido originalmente el 16 de abril de 1995. El episodio fue escrito por Jennifer Crittenden y dirigido por Swinton O. Scott III.

## Sinopsis
Luego de un viaje fallido de la escuela, el cual causa la desaparición de Uter, Edna Krabappel convoca una huelga de maestros en la Escuela Primaria de Springfield, para protestar en contra del poco tiempo que le dedicaba Seymour Skinner a planificar las actividades extra escolares. 
Los alumnos asumen el tema de la huelga de maneras diferentes: Lisa se obsesiona y pide ser evaluada, Milhouse es obligado a dar clases con un profesor particular, Jimbo se dedica a mirar telenovelas con su madre, y Bart disfruta de su nueva libertad. En particular, el niño hace lo posible por mantener a Edna y a Skinner distanciados, y así evitar que lleguen a un acuerdo y que se reanuden las clases. 
Luego de una reunión organizada por Marge, los padres de los alumnos deciden hacer algo por sus propios medios y comienzan a dar clases ellos mismos, como maestros suplentes temporales. Esto causa que Marge se convierta en la maestra de Bart. Siendo sobreprotectora con el niño, la matriarca causa que Bart sea golpeado por los abusones, por lo que un día el niño decide arreglar las cosas entre Edna y Seymour.
Con la ayuda de Milhouse, Bart encierra al director y a la maestra en la oficina del primero, alegando que no los dejaría salir hasta que hubieran llegado a un acuerdo. Luego de golpear la puerta durante horas y sentirse prisioneros en su propia escuela, a Skinner y Krabappel se les ocurre una idea para que la escuela tenga más dinero: alquilar una parte de cada aula a la Prisión de Springfield, para que los presos tengan sus celdas dentro de la escuela. Así, los niños vuelven a tener clases con los profesores de siempre, pero ahora con una lección: si fallaban en la escuela y eran muy problemáticos, podrían terminar como los presos que veían todos los días en clases.